# Långt från landsvägen
Långt från landsvägen är en roman från 1929 av Vilhelm Moberg. Romanen är den första i serien om Adolf i Ulvaskog. Efterföljaren heter De knutna händerna, som publicerades år 1930.

## Handling
Romanen utspelar sig under några decennier under 1800-talets senare hälft fram till sekelskiftet 1900. Huvudpersonen är Adolf, som får ärva gården Ulvaskog av sin far. Huvudtemat i boken är Adolfs kärleksrelation till nämndemansdottern Emma i Grimhult.